# All Songs Request
Albums de Yukiko Okada
Memorial Box
(17 mars 1999) Okurimono III
(18 décembre 2002)
All Songs Request (titré en majuscules : ALL SONGS REQUEST) est la troisième compilation de la chanteuse pop japonaise Yukiko Okada et la première à sortir à titre posthume en 2002.

## Détails de l'album
La compilation sort le 15 mai 2002 sous format CD sur le label Pony Canyon. Il s'agit de la troisième compilation originale de la chanteuse et son premier à titre posthume depuis presque dix-sept ans. Entre-temps, est sorti un coffret Memorial Box en 1999.
Cette compilation regroupe tous les singles d'Okada, notamment son single Hana no Image dont la sortie pour mai 1986 avait été annulée après le décès d'Okada survenu un mois plus tôt. Ce single avait été dévoilé pour la première fois sur le coffret paru trois ans auparavant. Le seul single ne figurant pas sur cette compilation est le 6e intitulé Kanashii Yokan. La compilation regroupe notamment des chansons inédites tirées de tous les albums d'Okada sortis de son vivant (y compris les deux premiers best of), dont une de la compilation Okurimono, titrée Believe In You, qui y figure en tant que dernière piste, mais qui sort aussi sous une version remaniée en tant que 9e single officiel d'Okada (au lieu de Hana no Image) à la même année en 2002.

## Liste des titres
| CD    | CD                                                           | CD                                   | CD    | CD | CD | CD | CD | CD | CD |
| No    | Titre                                                        | Origine                              | Durée |    |    |    |    |    |    |
| ----- | ------------------------------------------------------------ | ------------------------------------ | ----- | -- | -- | -- | -- | -- | -- |
| 1.    | Sayonara, Natsuyatsumi (さよなら・夏休み)                    | chanson de l'album Cinderella        | 4:06  |    |    |    |    |    |    |
| 2.    | Little Princess (リトルプリンセス)                           | 2e single ; de l'album Cinderella    | 3:07  |    |    |    |    |    |    |
| 3.    | Akogare (憧れ)                                               | chanson de l'album Cinderella        | 2:53  |    |    |    |    |    |    |
| 4.    | Sonet (ソネット)                                             | chanson de l'album Cinderella        | 3:25  |    |    |    |    |    |    |
| 5.    | First Date (ファースト・デイト)                              | 1er single ; de l'album Cinderella   | 2:52  |    |    |    |    |    |    |
| 6.    | -Dreaming Girl- Koi, Hajimemashite (恋,はじめまして)         | 3e single ; du best of Okurimono     | 3:35  |    |    |    |    |    |    |
| 7.    | Futari Dake no Ceremony (二人だけのセレモニー)               | 4e single ; du best of Okurimono II  | 3:36  |    |    |    |    |    |    |
| 8.    | Anata wo Wasureru Mahō ga Areba (あなたを忘れる魔法があれば) | chanson de l'album FAIRY             | 4:25  |    |    |    |    |    |    |
| 9.    | Sweet Planet                                                 | chanson de l'album Jūgatsu no Ningyo | 4:00  |    |    |    |    |    |    |
| 10.   | Lonesome Season (ロンサム・シーズン)                         | chanson de l'album Jūgatsu no Ningyo | 3:45  |    |    |    |    |    |    |
| 11.   | Mizuiro Princess -Mizu no Sei- (水色プリンセス-水の精-)      | chanson de l'album Jūgatsu no Ningyo | 3:54  |    |    |    |    |    |    |
| 12.   | Summer Beach                                                 | 5e single ; du best of Okurimono II  | 4:20  |    |    |    |    |    |    |
| 13.   | Love Fair                                                    | 7e single ; du best of Okurimono II  | 3:36  |    |    |    |    |    |    |
| 14.   | Kuchibiru Network (くちびるNetwork)                          | 8e single ; de l'album Venus Tanjō   | 3:52  |    |    |    |    |    |    |
| 15.   | Koi no Etude (恋のエチュード)                                | face B du single Kuchibiru Network   | 3:52  |    |    |    |    |    |    |
| 16.   | Hana no Image (花のイマージュ)                               | single inédit                        | 4:08  |    |    |    |    |    |    |
| 17.   | Believe In You                                               | chanson du best of Okurimono         | 4:26  |    |    |    |    |    |    |
| 63:52 |                                                              |                                      |       |    |    |    |    |    |    |